# Wolf-Dietrich Wittels

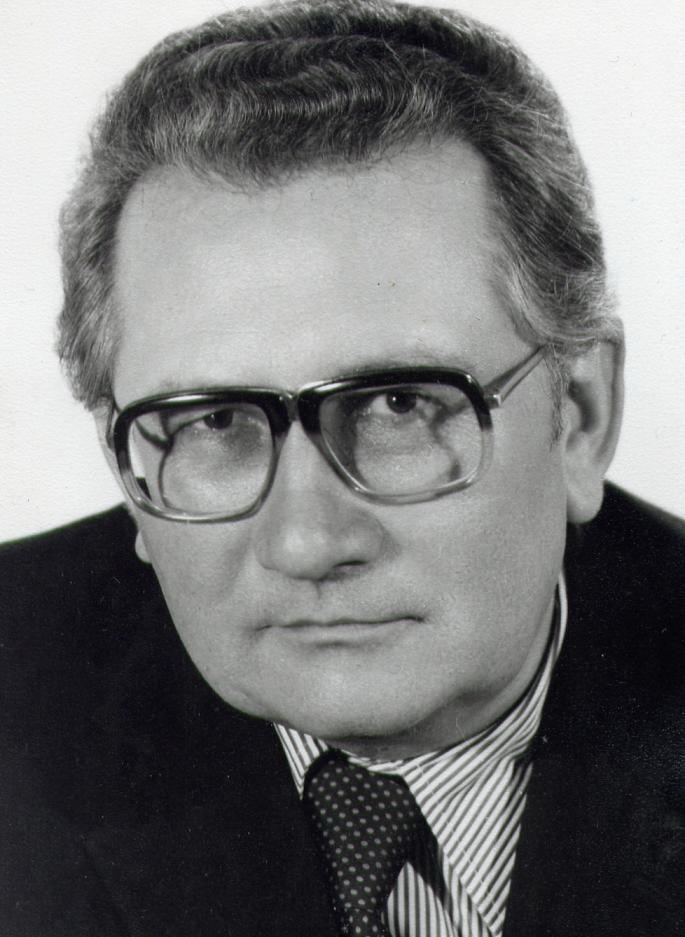
Wolf-Dietrich Wittels

Wolf-Dietrich Wittels (* 19. Juli 1921 in Wien; † 3. März 1979 ebenda) war ein österreichischer Dermatologe, der sich vor allem mit der Behandlung der Verbrennungskrankheit beschäftigte.

## Leben
Wittels begann 1939 sein Medizinstudium in Wien. 1941 wurde er zur Wehrmacht eingezogen. Den Kriegsdienst versah er in der Sanitätsabteilung einer Panzerdivision an der Ostfront und in Italien. Schon in dieser Zeit konnte er wesentliche Erfahrungen bei der Behandlung von Erfrierungen und Verbrennungen sammeln. 1945 wurde er selbst schwer verwundet.
1948 promovierte er an der Universität Wien zum Doktor der Medizin. Er wurde Assistent an der I. Universitätshautklinik in Wien unter den Klinikleitern Leopold Arzt (1883–1955) und Josef Tappeiner (1909–1996).
An den Wiener Universitätskliniken war die Behandlung der Verbrennungsunfälle traditionell an der Hautklinik beheimatet. Dies war bedingt durch die Entwicklung des „Wasserbettes“ durch den Klinikchef Ferdinand von Hebra (1816–1880). Wittels beschäftigte sich intensiv mit der Modernisierung der Behandlung der Verbrennungskrankheit, leitete die „Wasserbett-Station“ und entwickelte die homologe und heterologe Haut-Transplantation aus ihren klinischen Anfängen zu einer Routinemethode.
Er habilitierte sich 1962 über die Möglichkeiten des großflächigen Hautersatzes in klinischer und experimenteller Sicht. In dieser Arbeit beschrieb er erstmals in der medizinischen Literatur die Verwendung von Spalthauttransplantaten embryonaler Kälber zur Deckung von menschlichen Hautdefekten.
In weiterer Folge wurde er Stellvertreter des Klinikchefs und zum Universitätsprofessor ernannt. 1975 wurde er zum Leiter der Abteilung zur Behandlung der Verbrennungskrankheit an der I. Universitätshautklinik bestellt. Er begann noch mit der Planung der ersten österreichischen Verbrennungsintensivstation für das neue Allgemeine Krankenhaus (AKH) der Stadt Wien. 1979 verstarb er an einer Spätkomplikation seiner Kriegsverletzung.

## Werke (Auswahl)
- Antibiotics and corticosteroids in the treatment of burns. In: Wiener klinische Wochenschrift Bd. 83 (1971), S. 936–938 (Artikel in dt. Sprache).
- Burns and their treatment. In: Zeitschrift für Haut- und Geschlechtskrankheiten 46. Jg. (1971), S. 761–766 (Aufsatz in dt. Sprache).
- Homologous and heterologous skin transplantation in extensive burns. In: Panminerva medica 11. Jg. (1969), S. 57–58.
- Möglichkeiten des großflächigen Hautersatzes in klinischer und experimenteller Sicht. In: Zeitschrift für klinische Medizin 17. Jg. (1962), Heft 9, S. 535–575 (Habilitationsschrift).
- On the biological and clinical behaviour of homologus and heterologus skin transplants. In: Wiener klinische Wochenschrift Bd. 75 (1963), S. 301–303.
- Die theoretische und klinische Bedeutung der Homoidtransplantation menschlicher Haut. In: Archiv für Klinische und Experimentelle Dermatologie Bd. 206 (1957), S. 718–723.
- Über die Möglichkeit und Grenzen der Hauttransplantation bei schwersten Verbrennungen. In: Archiv für Klinische und Experimentelle Dermatologie Bd. 211 (1960), S. 343–347.